# 伯根航空
伯根航空（Birgenair）是一家曾存在於1988年至1996年的土耳其包機航空公司，總部位於伊斯坦堡。

## 曾使用機型

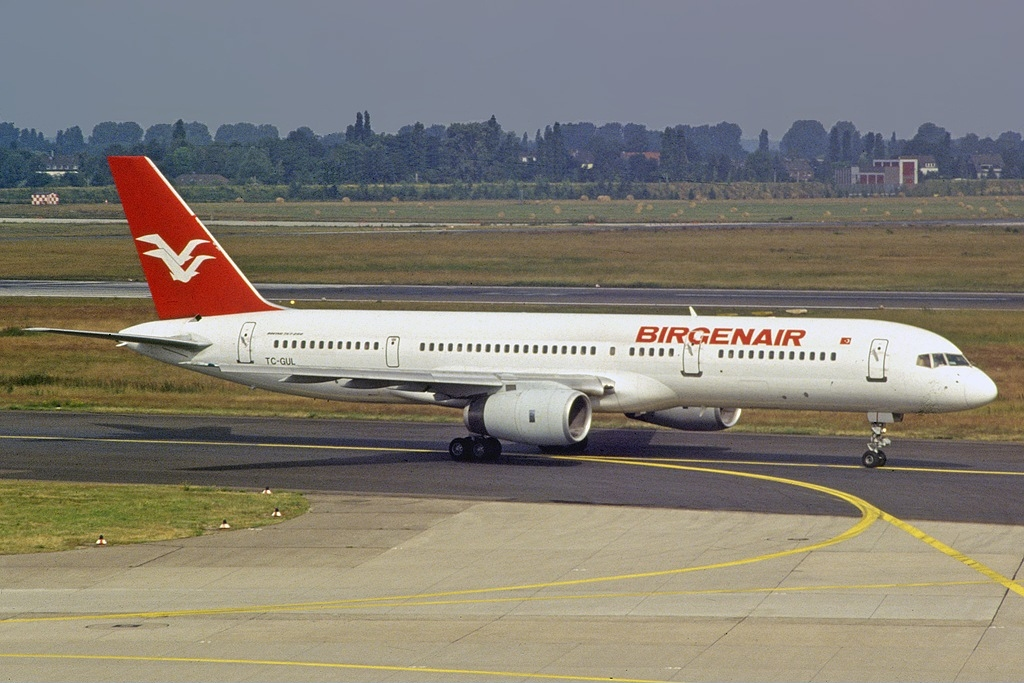
柏根航空波音757客機，註冊編號TC-GUL，1993年

- 2架 波音737-300
- 3架 波音757-200
- 1架 波音767-200
- 1架 DC-10

## 事故
- 伯根航空301號班機空難